# Утопия (Доктор Кто)

«„Утопия“» (англ. Utopia) — эпизод британского научно-фантастического телесериалa «Доктор Кто». Он был показан на BBC 16 июня 2007 и является одиннадцатым эпизодом третьего сезона. «Утопия» — первый из трёх связанных общим сюжетом эпизодов.
Действие происходит на планете Малкассайро в стотриллионном году, где работает профессор, пытающийся послать остатки человечества в место под названием «Утопия». Здесь мы видим возвращение капитана Джека Харкнесса и Мастера.

## Обзор
ТАРДИС приземляется в Кардиффе, чтобы заправиться энергией из Разлома. Капитан Джек мчится к ТАРДИС и сталкивается с ней в момент дематериализации, из-за чего ТАРДИС выходит из-под контроля и попадает в Конец Вселенной.
После приземления в стотриллионом году на планете Малкассайро Джек укоряет Доктора в том, что тот оставил его на Спутнике 5, и спрашивает про Розу. Джек говорит, что вернулся на Землю, используя вихревой манипулятор, но попал в XIX век; поэтому он всё это время находился около Кардиффского Разлома, зная, что когда-нибудь Доктор вернётся. Исследуя планету, путешественники во времени находят заброшенный город и сталкиваются с Будущниками — гуманоидами-каннибалами, которые охотятся на людей. Люди же пытаются попасть на корабль, летящий в «Утопию» — последнюю надежду человеческой расы.
На месте стоянки корабля команда ТАРДИС встречает пожилого профессора Яна и его насекомоподобную помощницу Шанто, которые нуждаются в помощи. Космический корабль невозможно запустить из-за проблем с экспериментальной системой двигателя.
В разговоре с Доктором профессор рассказывает, что постоянно слышит стук барабанов, звучащий в последнее время всё громче и громче. Такие же слова, как «регенерация» и «ТАРДИС», усиливают шум. Когда Марта выражает беспокойство по поводу состояния профессора, он показывает сломанные часы, хранящиеся у него с детства, которые идентичны часам Джона Смита.
Когда Доктор узнаёт о часах профессора, то понимает, что «Яна» (англ. Yana) — акроним фразы «Ты не один» (англ. You Are Not Alone), являющейся последними словами Лица Бо. В это время Яна открывает часы, высвобождая сущность Повелителя Времени. Взбешённый и испуганный Доктор мчится в лабораторию профессора, но тот закрывает двери и впускает Будущников в бункер. Яна открывает Шанто своё истинное имя: Мастер. Он убивает её электрическим током, однако Шанто успевает выстрелить в профессора перед тем, как умереть.
Доктор врывается в лабораторию, однако Мастер уже заперся в ТАРДИС. Он блокирует замок двери ТАРДИС, препятствуя проникновению Доктора. Умирая от выстрела Шанто, Мастер регенерирует в более молодое тело, голос которого очень знаком Марте. Поиздевавшись над Доктором, он улетает, оставляя команду Доктора в далёком будущем наедине с разъярёнными Будущниками.

## Дополнительная информация
- Это уже третье появление Дерека Джейкоби в «Доктор Кто». Первое было в аудиодраме 2003 года «Крайний срок», где он играл сценариста, считавшего себя Доктором. Второе было несколько месяцев спустя, в «Крике Шалки», когда он играл андроидную версию Мастера.
- Девятилетний Джон Белл выиграл соревнование «Blue Peter» для того, чтобы сыграть в этом эпизоде.
- Пол Марк Дэйвис, игравший вождя Будущников, выступал в роли Обманщика в некоторых эпизодах сериала «Приключения Сары Джейн».
- Чипо Чанг, игравшая Шанто, исполняет также роль Гадалки в серии «Поверни налево».

## Производство

### Джек Харкнесс и Торчвуд
- В последний раз Харкнесс появлялся в конце серии «Торчвуда» «Конец дней». Доктор же отмечает, что Разлом недавно был активным; это происходило из-за Аббадона, убегающего через Разлом в этом же эпизоде.
- Харкнесс сказал, что использовал вихревой манипулятор для того, чтобы покинуть 200 100 год. Украденный вихревой манипулятор использовался также Семьёй Крови из «Человеческой натуры», чтобы выследить Доктора во времени.
- В рюкзаке Харкнесса находится отрубленная рука Доктора. В серии «Рождественское вторжение» рука была отрублена лидером Сикораксов, позднее она была показана в первом эпизоде «Торчвуда», а во втором эпизоде Джек упомянул о её важности для себя.

### Мастер
- Дерек Джейкоби играет пятую версию Мастера, с которым Доктор столкнулся на экране, а Джон Симм — шестую. Один телеведущий выдвинул версию о том, что «Mister Saxon» является намеренной анаграммой фразы «Master No.Six» (Шестой Мастер). Однако, Рассел Т. Дэвис сказал, что это просто совпадение.
- В этом эпизоде впервые показано, как регенерирует Мастер. До этого эпизода он просто сливался с чьим-нибудь телом, которое его инкарнацией не являлось. Также это второй эпизод, где показывается регенерация Повелителя Времени, не являющегося Доктором, тогда как первым Повелителем Времени, чья регенерация была показана в сериале, был К’анпо в эпизоде «Планета пауков».

### Отсылки к другим эпизодам
- Доктор, сравнивая устройства для путешествия во времени, сравнивает вихревой манипулятор Джека с велосипедом, а ТАРДИС — со спортивным автомобилем. Донна Ноубл в эпизоде «Планета Удов» даёт похожий комментарий, называя шаттл, проносящийся над её головой, Феррари, а ТАРДИС — маленьким синим ящиком.
- Марта спрашивает о землетрясении, произошедшем несколько лет назад, и Доктор отвечает, что у него были «кое-какие проблемы со Сливинами». Это отсылка к событиям эпизода «Шумный город». Доктор также заявляет, что был тогда другим человеком; действие эпизода происходило, когда Доктором был Кристофер Экклстон.
- Доктор называет действия Розы в эпизоде «Пути расходятся» «последним сражением Войны Времени».
- В этом эпизоде содержатся отсылки к эпизодам «Пути расходятся», «Рождественское вторжение» и «Человеческая природа».
- Когда профессор Яна открывает часы, слышны голоса прежних Мастеров.
- Яна вспоминает, что был найден ребёнком на побережье Серебряной Пустоши, месте, откуда прибыло Лицо Бо в эпизоде «Конец света».
- Правда об Утопии и судьба людей, улетевших к ней, была показана в эпизоде «Последний Повелитель Времени».
- Идя через бункер, Доктор замечает, что человеческий род дожил до конца Вселенной благодаря своему упрямству. Четвёртый Доктор говорил про людей, что «они упрямы… упрямы».

## Особенности эпизода
- Это первый раз за историю «нового Доктора», когда показывают сразу же три эпизода, объединённых общим сюжетом.
- Одна из версий музыкальной темы «Торчвуда» звучит в этом эпизоде. В первый раз, когда Джек мчится к ТАРДИС, второй — когда он лежит мёртвым после поездки на ТАРДИС.
- Эпизод был объявлен первой частью трилогии про Доктора Кто за день до показа. До этого связаны были только два эпизода. Рассел Т. Дэйвис, впрочем, отметил, что считает «Утопию» самостоятельным эпизодом.
- Мотив барабанов напоминает тему из эпизодов про Пятого и последующих Докторов, созданную Роном Грейнером и Делией Дербишир.